# 澤萊內哈伊 (洛佐瓦區)
49°10′9″N 36°36′37″E / 49.16917°N 36.61028°E
澤萊内哈伊（烏克蘭語：Зелений Гай）是位於烏克蘭東部的村莊，由哈爾科夫州洛佐瓦區的洛佐瓦市鎮負責管轄。該村處於別列卡河左岸，分別距離巴克沙里夫卡1公里和德米特里夫卡4公里，始建於1901年，面積0.29平方公里，海拔高度87米，2001年人口104。